# Astronautilia
Astronautilia (titolo completo in greco: Ποιητοῦ ἀδήλου ΑΣΤΡΟΝΑΥΤΙΛΙΑ ἢ ἡ Μικροοδυσσεία ἡ κοσμική; cioè "Viaggio stellare di poeta ignoto, ovvero La piccola Odissea cosmica"; titolo in ceco: Hvězdoplavba) è un poema epico-fantascientifico, composto nel 1994 dal poeta e scrittore ceco Jan Křesadlo, ed una delle opere letterarie più insolite del XX secolo.
Non esiste alcuna edizione italiana dell'opera, mentre in Rete è possibile trovare la traduzione in inglese della rapsodia XIII. Inoltre, una traduzione tedesca del testo greco completamente trascritto ed annotato è in fase di preparazione.

## Genere
A parte gli aspetti fantascientifici ed epici, la giocosità postmoderna della trama è messa in evidenza dal Prologo in lingua ceca, che imita lo stile mistificatorio dello scrittore di fantascienza Karel Čapek. Jan Křesadlo s'introduce non come autore del poema, bensì come semplice traduttore di un originale greco "di autore ignoto". Astronautilia si presenta come un vero diario di viaggio, il cui presunto autore sarebbe un viaggiatore spazio-temporale, il Capitano Nemo o, in greco, Oudeis. Il diario di viaggio sarebbe stato dettato da Oudeis al suo traduttore universale Franta. Franta, non avendo buon senso, pensò però che fosse saggio redigere il testo in greco omerico, in modo da conferire celebrità all'opera. Almeno, ciò è quanto avrebbe riferito a Křesadlo l'"archivista Divíšek" (un riferimento al personaggio omonimo di Čapek), quando questi avrebbe consegnato il testo greco a Křesadlo per la traduzione. Tuttavia, Křesadlo scrive di sospettare che il vero autore del poema sia lo stesso Divíšek.

## Struttura
- Prefazione
- Epistola ad lectorem doctum
- Synopsis brevior
- Prologo
- 24 libri, corrispondenti alle 24 lettere dell'alfabeto greco,[4] in cui è svolta la trama. Tipicamente, ogni libro costituisce un episodio a sé stante, ambientato su un pianeta, analogamente alla serie televisiva Star Trek:

1. Libro α - Proemio. Circa la pecora che osserva il cosmo e Mandys. Inizio dell'Astronautilia. 												(214 versi)
2. Libro β - Circa le Lesbiche. 																		   										(342 versi)
3. Libro γ - Circa i Beccuti. 																   													(271 versi)
4. Libro δ - Circa gli zoofiti. 																												(135 versi)
5. Libro ε - Circa i Degenerati. 																												(433 versi)
6. Libro ζ - Circa il pianeta binario ed altre cose. 																							(380 versi)
7. Libro η - Circa i cosmobionti. L'aristeia di Udís. 																						(247 versi)
8. Libro θ - Circa le farfalle ed i Grogali ed il profeta. 																					(300 versi)
9. Libro ι - Circa le Caudate ed i Falsicani. 																								(378 versi)
10. Libro κ - Circa i Macropodi e la cattura e la fuga di Mandys. 																				(186 versi)
11. Libro λ - Circa i celibi ed altre cose. 																									(302 versi)
12. Libro μ - La battaglia tra uomini e donne. Udís prigioniero e gladiatore. L'aristeia dei robot. L'ingiustizia del re.						(473 versi)
13. Libro ν - Circa varie creature sui pianeti.																								(378 versi)
14. Libro ξ - Il Consiglio degli Astronauti. Il pianeta ricreativo. La malvagità e la persecuzione di Kypta. 									(351 versi)
15. Libro ο - Circa la principessa, il mostro ed il salvatore in schemi archetipici. 															(340 versi)
16. Libro π - La ribellione dei robot. La follia ed il ripristino di Franta. 																	(374 versi)
17. Libro ρ - Circa i predoni e la cattura di Elephas e di Franta. 																			(185 versi)
18. Libro σ - Circa il tempio grogalo ed i guardiani. L'aristeia di Burda. Circa i centauri pappagallo.										(170 versi)
19. Libro τ - Il vaticinio del profeta grogalo. 																					  			(225 versi)
20. Libro υ - Circa gli altri predoni cosmici ed alcuni strani pianeti. Specialmente, circa gli animali ipnotici. 							 	(193 versi)
21. Libro φ - Circa i Guardiani del Tempo. La destrezza e l'aristeia di Franta. 																(211 versi)
22. Libro χ - L'intercezione e l'astuzia di Mandys. 																				    		(146 versi)
23. Libro ψ - Il trucco e la fuga di Mandys. L'arrivo e l'interferenza dei Guardiani del Tempo. La caccia di Udís e Franta e Tonda a Mandys.	(170 versi)
24. Libro ω - La cattura di Mandys e della pecora. Fine del poema. 														    				(171 versi)

- Commento alla traduzione compiuta (versi in ceco)
- Glossario greco-inglese di parole inusuali
- Τὸ τοῦ ἔπους εὑρητήριον (Indice dei termini greci)

## Trama
L'opera è un poema epico, composto di 6.575 esametri in greco omerico, con traduzione a fronte in esametri cechi. Il racconto di fantascienza postmoderna è ispirato al postulato filosofico della fisica quantistica secondo cui, affinché una cosa esista, essa deve essere osservata. La creatura che osserva il cosmo si rivela essere una pecora. Uccidere la pecora significherebbe la fine di Tutto. La pecora che osserva il cosmo è però rapita dall'antagonista, chiamato Mandys, ed inseguita da un commando a reazione rapida, il cui capitano si chiama Oudeis (Οὐδείς, "Nessuno"), secondo l'esempio del capitano Nemo (Νήμω καπιτᾶνος), così come dell'eroe originale dell'Odissea, Odisseo, che finse di chiamarsi Outis (Οὖτις, "Nessuno") per ingannare il ciclope Polifemo.

## Scelte linguistiche e metriche
L'esperto di Omero William S. Annis ha parlato in questo modo dello stile di Křesadlo: «[Křesadlo introduce] innovazioni a volte radicali nei suoi esametri. Avendo osservato le licenze che Omero era solito concedersi, porta quest'idea alle estreme conseguenze. Il poema è chiuso da un "glossario di forme e parole insolite". In esso, si può davvero vedere Křesadlo impossessarsi del greco epico e piegarlo ai propri scopi. Tralasciando i prestiti dal greco moderno, il suo modo di procedere è chiaramente ispirato alle varianti trovate nel modello [dell'epica antica]. Il primo verso stesso annunzia che Křesadlo non sta producendo un mero esercizio scolastico nello stile di Omero:
Nel dialetto epico, la preposizione attica ἐν ("in") ha due varianti metriche aggiuntive, ἐνί e εἰν. [In questo primo verso], non c'è alcuna ragione metrica per allungare la preposizione ἐξ, "fuori (da)"; cionondimeno, Křesadlo conia un voluto pseudo-omericismo, εἰξ», non attestato nel modello.
Le scelte metriche di Křesadlo possono far tremare le vene e i polsi del classicista: le irregolarità metriche sono numerose, specialmente gli iati, le vocali ancipiti ingiustamente trattate come lunghe, e le sillabe a fine di parola terminante in consonante considerate come chiuse e, dunque, lunghe, anche quando la parola seguente iniziante per vocale dovrebbe farle scandire come aperte e, dunque, brevi per il fenomeno del sandhi (ciò si può osservare anche nei passi sotto citati).
La generalizzazione dell'allungamento metrico omerico trova un precedente nello scrittore bizantino Teodoro Metochita.

## Passi scelti
Il Proemio e la presentazione di Oudeis:
εὔχομαι ἐκπάγλως καὶ Ἀπόλλωνι ἄνακτι

Μουσάων ἄρχοντι καλῷ ἰδὲ δαίμον' ἀοιδῶν

ὄφρ' εἴποιεν ἐμὴν κόσμου γλαφυροῖο πόρευσιν

[5] θαύματα πλανητῶν καὶ ἀνδρῶν ὄμβριμα ἔργα,

οἷά τε δειξάμενοι πλέομεν δνοφερὸν διὰ χάσμα

πλοίαρχος μὲν ἐγὼ καὶ ἐμοὶ ἐρίηρες ἑταῖροι

Μανδὺν ζητοῦντες καὶ μῆλον κοσμοθεωροῦν.

ἔσπετε νῦν ἡμῖν τάδε, ὦ θεὸς ἠὲ θέαιναι.

[10] Ποῦ ἀρχήν γε λάβοιμι τίδε πρότερον καταλέξω;

Εἰρωτᾷς ὅτις εἰμί τέ μοι κλυτὸν οὔνομα ζητεῖς.

Τοίγαρ ἐγὼ φήσω· ἐπεὶ ἐσσόμενός γε ἱκάνω

οὐχί κεν ἐκφωνεῖν δύνασαις, χαλεπὸν δὲ τόδ' ἐστι.

Ἀλλά γε εἵνεκα σεῖο θέλω ἑτέρως καλέσασθαι.

[15] Οὐδένα πλοίαρχόν περ ἐπίκλησιν κεκαλήσθω

ὥς εἰν βίβλοισιν μυστηρικὸν ἄνδρα καλοῦσι

τολμηρόν· Νήμω καπιτᾶνον Ῥωμαϊστί τε.

Οὕτως μὲν κάλεσον¹ μετατιθεὶς ἤματα πάντα.

Ἀστυνόμος μὲν ἐγὼ ἐν ἐσσυμένῳ πτολιέθρῳ

[20] κοίρανος² ἀστυνόμων ἰδὲ καὶ ταγός· μοι δε πίθονται

πάντες ἀστυνόμοι ἐν Μητροπόλει καλιπύργῳ.

Αὐτάρ μοι λύπη γέγονεν χαλεπὴ δέτε πρῆξις.

¹ Ms. «κέλεσον»

² Ms. «κοίραμος»
Invóco con ógni mia fórza, e con ésso anche Apóllo sovráno,

signór delle Múse soáve, e núme di tútti i poéti.

Concédi che cántino il viággio, ch'io féci pel vuóto del cósmo,

[5] déll'univérso l'incánto e le impávide gésta d'erói

vedúti nel córso del viággio, che pél nero abísso compímmo,

ío, capitán della náve, ed i miéi valorósi compágni

all'ínseguiménto di Mándys, e dél cosmotéoro ovíno.

Schiúdimi, o núme, il ricórdo! Le imprése cantáte, o dée!

[10] Di dóve convién cominciáre, di dóve iniziáre il raccónto?

Di dóve io sía domandáte, e indagáte il mio célebre nóme?

E sía, dirólvi all'istánte: venénd'io dal témpo futúro

il nóm pronunziár non sapréste, tant'é disagévole a dírsi.

Má a benefício di vói, altraménte vogli' ésser nomáto:

[15] Udís capitán di vascéllo – è il nóme che vóglio portáre,

al módo del prótagnonísta, intrépido é fascinóso,

del líbro di Vérnes: ma in latíno, nomáto son Némo navárco.

e in quésta versióne, dovúnque, sovénte riechéggia il mio nóme.

D'úna babélica úrbe guardiáno saró nel futúro

[20] di mólti guardiáni la guída ed il cápo: e faránnomi Prímo

Guardiáno a Metrópolis, úrbe bordáta di spléndide tórri.

Má sopraggiúnser doglióse novélle, ed un'árdua missióne.»
(Trascrizione e traduzione di Riccardo Radici)
Il pianeta dei mostri dell'infanzia, dal Canto XIII ("Circa varie creature sui pianeti"). Versi 325-360:
αὐτὰρ ἐγὼ φοβερὸς φεῖσρον ἐρύσας παρὰ μηροῦ

τόδ’ ἔθελον κτάμεναι, ἀλλὰ προσέφη μ’ ἐπέεσσιν

γλώσσῃ ἡμετέρῃ· τόδε γὰρ μέγα θαῦμα τέτυκτο·

»Τίπτ’ Οὐδείς με θέλεις κτάμεναι φείσρῳ πολυπίκρῳ

[330] παιδείης ἕταρον, τὸν μὲν γνῶναι δέον ἐστί;

Εἰμί γ’ ἐγὼ τὸ πέλωρ τό γε νυκτί τοι εἶναι ἐώθει²

ἱματιοθήκῃ θαλάμῳ πατρὸς ἐνὶ οἴκῳ

τειῷ ὡς παιδὸς καὶ ἡδὺ τὸ δεῖμα ἑτοῖμον.

Ἱματιοθήκῃ σύν τοι ἦν νυκτὶ ἑκάστῃ

ἧμος δ’ ἡβήσας καί τοι θάρσος κίχεν ἀνδρός,

[335] τῆμος ἐγὼν ἔλιπον θάλαμον καὶ εἱματοθήκην

τούτῳ πλανήτῃ νῦν ναίω σὺν ἑτάροισιν,

ἀλλά σε νῦν ἦλθον ἀσπάζεσθαι ἕταρον ὥς.

Πολλὰς γὰρ νύκτας ἦμεν σὺν ἀλλήλοισιν

[340] ἱματιοθήκῃ μὲν ἐγὼ, σὺδὲκαὶ ἐπὶ εὐνῇ.

Ἀλλά γε νῦν ἦλθές μ’ ἰδέμεν μὲν ἐμῇ ἐνὶ χώρῃ

ἀνὴρ ὥστε μέγας καὶ ἄρχων κοσμοπορευτῶν.

τῷδέ μοι ὡς ἑτάρῳ μέγα χάρμα τε κῦδος ὀπάσσων.

Ἀλλ’ ἄγε νῦν ἴομεν ἑτάροις σὺν ἐμόνδε δόμονδε

[345] ὥστε πιαινήσω καί τοι κλυτὰ ξείνια δώσω.«

Ὣς φάτο καὶ νυν ἐγὼν ἔγνων τὸ πέλωρ ἐνὶ θήκῃ

ὡς τόδε ὀφθαλμοῖς ψυχῆς ὁράαν καὶ ἐώθειν³

ἤμασι παιδείης. νοσταλγίη λάβε θυμόν,

ἀλλά γε φάσματι τῷ ἔπεα πτερόεντα προσηύδων·

[350] »Πῶς γὰρ σύγε, φέριστε, λαλεῖς καὶ δῶμα πέπασαι⁴

φάσμα μόνον περ ἐὼν παιδὸς θυμοῦ τε δόκησις;

οὐ γὰρ ἐγώ περ ἴοιμι τεὸν εἰς χαλκοβατὲς δῶ

ὀξέα γιγνώσκων, ὅθ’ ὕπαρ οὐκ ἔσσι καὶ αὐτός.«

Ὣς ἐφάμην· Τό με δ’ αὖτις ἀμείβετο κνώδαλον αἰνόν·

[355] »Νήπιος ἔσσ’, Οὐδείς, ἢ μαρξισμὸν δεδάηκας,

ὡς ὀΐεις τὸ ὄναρ τε ὕπαρ δίχα διαφέρεσθαι.

μοῦνόν γ’ ἐστὶ τὸ Ὂν μοῦνον χρόνος ἢ ζακενόν τε

μοῦνον καὶ ὕλη δέ τ’ ἐνεργείη τε ἔασιν,

μοῦνον καὶ ψυχὴ σὺν σώματι μοῦνον ἔπειτα

[360] φάσμα τε καὶ τὸ ὕπαρ, μοῦνον γὰρ πάντα, τά γ’ ἐστίν.

¹ Ms. «ὀρέγνυ»

² Ms. «εἰώθει»

³ Ms. «εἰώθειν»

⁴ Ms. «πέπαει»
sicché, dal timóre sorpréso, io giá sfoderándo dal fiánco il mio pháser

mirávo ad uccíder la béstia, quand'écco che quésta mi vólse paróle

nélla natía mia favélla, mirábile cósa ad udírsi:

»Perché tu, o Némo, mi míri ad uccíder col pháser treméndo,

[330] eppúr mi dovrésti sapér riconóscer, compágno d'infánzia,

giacché sono il móstro che sái, che sémpre soléva per nótte albergáre

nél guardaróba in istánza, allór nella cása del pádre,

al bímbo che fósti zelánte minístro di dólci spavénti.

Stándo nascósto in armádio, passávo ogni nótte con téco,

[335] fíntantoché non crescésti e facéstiti adúlto e gagliárdo.

Allór di partíre fu il témpo, e di lasciáre l'armádio e la stánza,

così óra con quésti compágni dimóro su quésto pianéta,

ma adésso corrévo a abbracciárti, da amíco ed antíco compágno:

infátti fuor tánte le nótti che passámmo insiém nella stánza,

[340] ío nell'armádio, e tú trepidánte in insónne giacíglio.

Ma infíne sei giúnto a trovármi fin quí, in codésto mio móndo,

siccóme un grand'uómo, e altiér capitáno di pródi astronáuti,

fin quí, da me, quál vecchio amíco, gran gióia donándomi e vánto.

Ma orsú! coi compágni alla cása rechiámci, voi siéte invitáti,

[345] si fáccia gran fésta, ch'io póssa scambiár con te dóni ospitáli.«

Cóme parló, io conóbbi che invér dell'armádio era il móstro,

idéntico a cóme solévo con gli ócchi del cuóre vedérlo

nei dí dell'infánzia, e l'álma mia tínsesi dí nostalgía.

Ciónnondimén con aláte paróle rispuósi allo spéttro:

[350] »Cóme puoi tú, o caro mío, aver cása o sapér favelláre,

esséndo soltánto un fantásma, e di ménte infantíle un capríccio?

Nè ío certaménte verró al tuo palázzo dall'úscio di brónzo:

perché manifésto del tútto m'è il fátto che tú non esísti!«

Cosí a lui parlái; al ché rimbeccó la terríbile béstia:

[355] »Sciócco devi ésser, o Némo, o di sálda cultúra marxísta,

per crédere ché differénza tra il reále ed un sógno vi sía.

Perchè único é ciò che É, ed il contínuo di spázio e di témpo,

cóme pur Úno, del résto, è matérïa éd energía,

ed Úno è lo spírito e il córpo e altresí similménte il reále

[360] e lá fantasía, e pariménti è Úno ogni cósa ch'esíste.»
(Trascrizione e traduzione di Riccardo Radici)